# 本徳院
本徳院（ほんとくいん、元禄9年（1696年） - 享保8年2月21日（1723年3月27日））は、江戸幕府8代将軍徳川吉宗の側室。俗名は古牟（こん）。

## 生涯
紀州藩の大番組頭竹本正長の娘として生まれる。母は竹本正時の娘。
正徳3年（1713年）に、当時紀州藩主であった吉宗の側室・お須磨の方が死去すると、古牟が須磨の又従姉妹であることから、家臣の間では吉宗の側室候補として挙げられた。しかし『徳川実紀』によると、古牟を訪ねた家臣が「枕席に侍らすべきさまにあらず」と心配するほどの醜女であったとされる。
古牟は赤坂の紀州藩邸に入って、正徳5年（1715年）に第2子の小次郎（後の田安徳川家初代当主・徳川宗武）を出産した。翌享保元年（1716年）、吉宗は将軍に就き、古牟も側室お梅の方と共に江戸城大奥に入った。
享保8年（1723年）2月21日、28歳で没する。墓所は東京都大田区の池上本門寺。戒名は本徳院妙亮日秀大姉。

## 関連作品
- 八代将軍吉宗（1995年、NHK大河ドラマ、演：細川ふみえ）